# Cincinnati Open 2014
Il Cincinnati Open 2014 (conosciuto anche come Western & Southern Open 2014 per motivi di sponsorizzazione) è stato un torneo di tennis giocato sul cemento. È stata la 113ª edizione del torneo maschile e l'83ª di quello femminile, che fa parte della categoria Masters 1000 nell'ambito dell'ATP World Tour 2013, e della categoria Premier nell'ambito del WTA Tour 2013. Sia il torneo maschile che quello femminile si sono tenuti al Lindner Family Tennis Center di Mason, vicino a Cincinnati, in Ohio negli USA, fra l'11 e il 17 agosto 2014.

## Partecipanti ATP

### Teste di serie
| Nazionalità | Giocatore             | Ranking* | Testa di serie |
| ----------- | --------------------- | -------- | -------------- |
| Serbia      | Novak Đoković         | 1        | 1              |
| Svizzera    | Roger Federer         | 3        | 2              |
| Svizzera    | Stan Wawrinka         | 4        | 3              |
| Rep. Ceca   | Tomáš Berdych         | 5        | 4              |
| Canada      | Milos Raonic          | 6        | 5              |
| Spagna      | David Ferrer          | 7        | 6              |
| Bulgaria    | Grigor Dimitrov       | 8        | 7              |
| Regno Unito | Andy Murray           | 9        | 8              |
| Lettonia    | Ernests Gulbis        | 12       | 9              |
| Francia     | Richard Gasquet       | 13       | 10             |
| Stati Uniti | John Isner            | 14       | 11             |
| Francia     | Jo-Wilfried Tsonga    | 15       | 12             |
| Spagna      | Roberto Bautista Agut | 16       | 13             |
| Croazia     | Marin Čilić           | 18       | 14             |
| Italia      | Fabio Fognini         | 19       | 15             |
| Spagna      | Tommy Robredo         | 20       | 16             |

* Le teste di serie sono basate sul ranking al 4 agosto 2014.

### Altri partecipanti
I seguenti giocatori hanno ricevuto una wild card per il tabellone principale:
- Robby Ginepri
- Steve Johnson
- Sam Querrey
- Jack Sock

I seguenti giocatori sono passati dalle qualificazioni: 

- Benjamin Becker
- Marinko Matosevic
- Tejmuraz Gabašvili
- Chase Buchanan
- Bernard Tomić
- James Ward
- Benoît Paire

## Partecipanti WTA

### Teste di serie
| Nazionalità | Giocatrice           | Ranking* | Teste di serie |
| ----------- | -------------------- | -------- | -------------- |
| Stati Uniti | Serena Williams      | 1        | 1              |
| Romania     | Simona Halep         | 3        | 2              |
| Rep. Ceca   | Petra Kvitová        | 4        | 3              |
| Polonia     | Agnieszka Radwańska  | 5        | 4              |
| Russia      | Marija Šarapova      | 6        | 5              |
| Germania    | Angelique Kerber     | 7        | 6              |
| Canada      | Eugenie Bouchard     | 8        | 7              |
| Serbia      | Jelena Janković      | 9        | 8              |
| Serbia      | Ana Ivanović         | 10       | 9              |
| Bielorussia | Viktoryja Azaranka   | 11       | 10             |
| Slovacchia  | Dominika Cibulková   | 12       | 11             |
| Danimarca   | Caroline Wozniacki   | 13       | 12             |
| Italia      | Flavia Pennetta      | 14       | 13             |
| Italia      | Sara Errani          | 15       | 14             |
| Spagna      | Carla Suárez Navarro | 16       | 15             |
| Rep. Ceca   | Lucie Šafářová       | 17       | 16             |

* Le teste di serie sono basate sul ranking al 4 agosto 2014.

### Altre partecipanti
Le seguenti giocatrici hanno ricevuto una wild card per il tabellone principale:
- Belinda Bencic
- Lauren Davis
- Christina McHale

Le seguenti giocatrici sono passate dalle qualificazioni: 

- Polona Hercog
- Karin Knapp
- Pauline Parmentier
- Annika Beck
- Taylor Townsend
- Varvara Lepchenko
- Chanelle Scheepers
- Irina-Camelia Begu
- Zarina Dijas
- Nicole Gibbs
- Yanina Wickmayer
- Heather Watson

## Punti e montepremi

### Distribuzione punti
| Evento              | V    | F   | SF  | QF  | 3T  | 2T | 1T  | Q   | Q2  | Q1  |
| Singolare maschile  | 1000 | 600 | 360 | 180 | 90  | 45 | 10  | 25  | 16  | 0   |
| Doppio maschile     | 1000 | 600 | 360 | 180 | 90  | 0  | N/A | N/A | N/A | N/A |
| Singolare femminile | 900  | 585 | 350 | 190 | 105 | 60 | 1   | 30  | 20  | 1   |
| Doppio femminile    | 900  | 585 | 350 | 190 | 105 | 1  | N/A | N/A | N/A | N/A |

### Distribuzione premi in denaro
| Evento              | v         | F         | SF        | QF       | 3T       | 2T       | 1T       | Q2     | Q1     |
| Singolare maschile  | 638 850 $ | 313 240 $ | 157 645 $ | 80 165 $ | 41 625 $ | 21 945 $ | 11 850 $ | 2730 $ | 1390 $ |
| Singolare femminile | 467 300 $ | 227 000 $ | 113 770 $ | 54 170 $ | 26 090 $ | 13 370 $ | 7215 $   | 2930 $ | 1775 $ |
| Doppio maschile     | 197 830 $ | 96 860 $  | 48 580 $  | 24 940 $ | 12 890 $ | 6800 $   | N.D.     | N.D.   | N.D.   |
| Doppio femminile    | 133 700 $ | 67 530 $  | 33 430 $  | 16 830 $ | 8530 $   | 4210 $   | N.D.     | N.D.   | N.D.   |

## Campioni

### Singolare maschile
Roger Federer ha battuto in finale  David Ferrer con il punteggio di 6–3, 1–6, 6–2.
- È l'ottantesimo titolo in carriera per Federer, il terzo nel 2014.

### Singolare femminile
Serena Williams ha battuto in finale  Ana Ivanović con il punteggio di 6–4, 6–1
- È il sessantaduesimo titolo in carriera per Serena Williams, il quinto stagionale.

### Doppio maschile
Bob Bryan /  Mike Bryan hanno sconfitto in finale  Vasek Pospisil /  Jack Sock per 6–3, 6–2.

### Doppio femminile
Raquel Kops-Jones /  Abigail Spears hanno battuto in finale  Tímea Babos /  Kristina Mladenovic con il punteggio di 6–1, 2–0 rit.